# Muchomor olszynowy

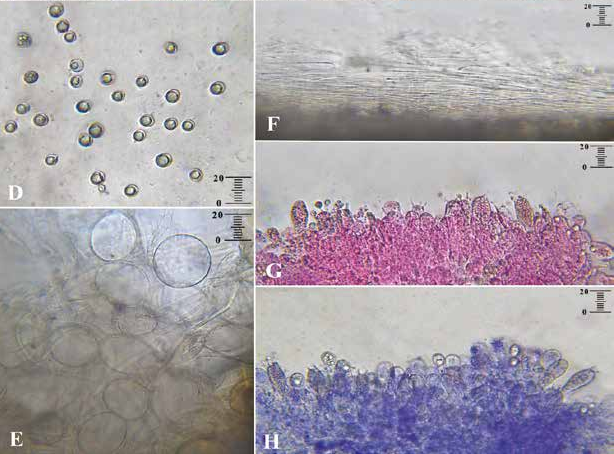
D – zarodniki, E – sferocyty, F – skórka kapelusza, G, H – podstawki

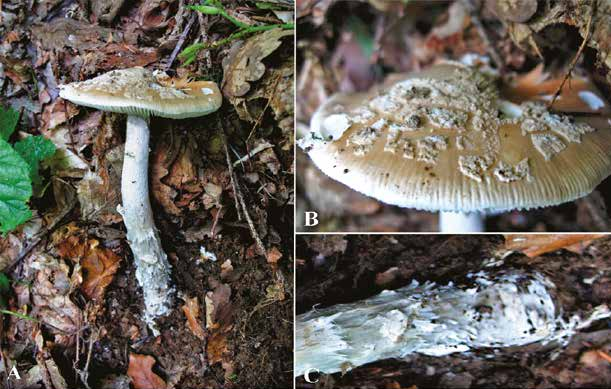

Muchomor olszynowy (Amanita friabilis (P. Karst.) Bas) – gatunek grzybów należący do rodziny muchomorowatych (Amanitaceae).

## Systematyka i nazewnictwo
Pozycja w klasyfikacji według Index Fungorum: Amanita, Amanitaceae, Agaricales, Agaricomycetidae, Agaricomycetes, Agaricomycotina, Basidiomycota, Fungi.
Po raz pierwszy opisał go w 1879 r. Petter Adolf Karsten, nadając mu nazwę Amanitopsis vaginata * friabilis. W 1974 r. Cornelis Bas przeniósł go do rodzaju Amanita. Pozostałe synonimy:
- Amanitopsis friabilis (P. Karst.) Sacc. 1887
- Pseudofarinaceus friabilis (P. Karst.) Kuntze 1891
- Vaginata friabilis (P. Karst.) Kuntze 1898

Polską nazwę podaje internetowy atlas grzybów. Komisja ds. Polskiego Nazewnictwa Grzybów Polskiego Towarzystwa Mykologicznego zarekomendowała używanie nazwy muchomor olszynowy w 2025 r.

## Morfologia
Kapelusz
Średnica 2,8–7 cm, kształt płaskowypukły z lekko zagłębionym środkiem i z niskim garbkiem. Powierzchnia brązowa, naga. Brzeg prążkowany na 25–30% promienia. Pozostałości osłony występują w postaci gęsto osadzonych, trwałych brodawek o barwie od szarej do białawej.
Blaszki
Gęste, sięgające wierzchołka trzonu, wąsko przyrośnięte, bladożółte do białawych.
Trzon
Wysokość 5–14 cm, grubość do 0,7 cm, pusty, blady, miejscami z brązowawymi łuseczkami. Pochwa wąska, przylegająca, pokryta brązowawymi brodawkami.
Cechy mikroskopowe
Bazydiospory 10,1–12,1 × 8,5–9,8 (–10,8) µm, w odczynniku Melzera nieamyloidalne, prawie kuliste do szeroko elipsoidalnych (rzadko elipsoidalne, czasami odwrotnie jajowate). U nasady podstawek brak sprzążek.

## Występowanie i siedlisko
Znany jest głównie w Europie, poza nią nieliczne stanowiska podano w Ameryce Północnej. W Polsce jest rzadki, jego występowanie podaje internetowy atlas grzybów.
Muchomory to naziemne grzyby mykoryzowe. Muchomor olszynowy znany jest tylko z wilgotnych gleb pod olszami.
Jest to gatunek niejadalny.